# Хорватська вівчарка
 Хорватська вівчарка  (англ. Croatian Shepherd Dog) — порода собака з дуже уважним, живим та твердим характером. Варто зазначити, що вона досить норовлива, але має сильну потребу товариських відносин з людиною. Дана порода володіє високою витривалістю, швидко пристосовується до змін умов життя. Її легко дресирувати, так як у неї добре розвинений інтелект. Вона завжди слухається свого хазяїна, і завжди очікує від нього команди. Як сторож та пастух — веде себе дуже агресивно та ретельно захищає стадо, яке їй довірили. Вона може навіть вкусити, якщо цього вимагає ситуація.

## Опис
Голова хорватської вівчарки суха, витончена, клиноподібної форми, завдовжки близько 20 см. Надбрівні дуги і перехід від лоба до морди не явно виражені. Спинка носа пряма. Очі середньої величини, мигдалеподібної форми — від бурштинового до чорного кольору. Повіки з чорним обідком. Вуха середньої довжини, трикутної форми. Корпус розтягнутий. Лапи собаки — маленькі, швидше овальні, ніж круглі. Хвіст хорватської вівчарки довгий. Шерсть досить м'яка, хвиляста або кучерява, але не повинна здаватися клочковатою або кудлатою. На морді шерсть коротка, на спині — довга (7-14 см). Окрас чорний з білими відмітинами на горлі і грудях. Білі відмітини на лапах і пальцях також допустимі. Висота в холці сягає приблизно 40-50 см, вага — близько 13-20 кг.

## Характер
Потрібно розуміти, що хорватська вівчарка — це не тільки великий потенціал, але ще й непростий характер, з яким здатний впоратися лише досвідчений і впевнений у собі власник. Зазначимо, що хорватські вівчарки досить слухняні і легко навчаються, але потребують уважного ставлення. Це надзвичайно живі, рухливі та активні собаки. Свою сім'ю хорватська вівчарка захищає несамовито, безкомпромісно, навіть агресивно. Тому неприборканий темперамент цієї породи необхідно скерувати в правильне русло — туди, де він буде корисним.

## Історія
Селекція хорватської вівчарки відбувалася здебільшого спонтанно, тим не менш, вона дозволила породі зберегтися і бути затребуваною досі. Найстаріший документ, в якому хорватська вівчарка згадується як «Canis pastoralis croaticus» відноситься до 1374 року. Він був знайдений в архівах єпархії міста Джякова професором ветеринарії Степаном Ромичем в першій половині XX століття. У цьому документі єпископ Петар Хорват пише, що собака близько 45 сантиметрів заввишки в холці, середньої довжини, з чорною кучерявою шерстю на тілі і короткою вовною на голові, притиснутими вухами, і що вона дуже добре підходить для охорони худоби. Доктор Ромич знайшов у місцевому архіві і інші документи, але вже XVIII століття. Опис зовнішнього вигляду породи повністю відповідає даному єпископом Петаром Хорватом і того, яке дається породі і сьогодні. У цих документах собаку називають також «Hrvatski ovčar». У 1969 році порода була визнана Міжнародною кінологічною федерацією.

## Догляд
Для нормального розвитку хорватській вівчарці необхідні фізичні навантаження, свобода і простір для різних вправ, тому цій собаці не місце в місті. Також тварині потрібно щотижневе вичісування шерсті. Хорватська вівчарка не вимагає великих матеріальних витрат на утримання. Найкраще місце для неї — це приватний будинок, в якому тварина більшу частину часу проводить на відкритому повітрі, охороняючи територію. У замкнутому просторі міської квартири собаки нудьгують, можуть почати хворіти або псувати від нудьги меблі, речі. Хорватська вівчарка невибаглива в утриманні, в теплому вольєрі може жити навіть взимку. Потрібно щотижневе розчісування шерсті, періодичне купання — раз на два-три тижні в теплу пору року, взимку — по мірі необхідності.

## Здоров'я, хвороби
Доросла особина хорватської вівчарки дуже розумна, володіє гарною увагою. Це енергійна та спритна собака. У неї міцне здоров'я, висока стійкість до різних захворювань. Властивих породі спадкових проблем зі здоров'ям не виявлено. Однак слід пам'ятати, що фізично активні собаки ризикують завдати собі шкоди саме в силу своєї живості та непосидючості. Надмірно калорійна їжа підвищує вагу тварини і може стати причиною ожиріння. Тому слід приділяти детальну увагу складанню раціона харчування собаки.

## Дресирування, тренування
Уважна, з живим характером, надзвичайно витривала, хорватська вівчарка легко піддається навчанню. Придатна для різноманітної служби, азартна, невибаглива, легко адаптується до змін умов життя. Необхідні правильна соціалізація і терпіння при навчанні. До питання про дресирування цієї собаки треба підходити з розумом. З хорватською вівчаркою не можна поводитися грубо і різко, інакше буде втрачено контакт з господарем. У процесі дресирування ця собака буквально зльоту запам'ятовує всі команди і виконує їх бездоганно. На ранніх стадіях навчання хорватська вівчарка дуже багато гавкає. З часом вона буде гавкати тільки в потрібний момент. Вона дуже сильно прив'язується до свого господаря, і приручити її іншій людині практично неможливо. Також вона може лякатися незнайомих їй людей. Щоб цього уникнути, потрібно правильно провести ранню соціалізацію. Причому, всі дії цих собак засновані не тільки на уміннях і навичках, отриманих у ході виховання та навчання, але, перш за все, на здатності самостійно та швидко приймати вірні рішення. Крім того, багато пастухів запевняють, що хорватська вівчарка володіє відмінною пам'яттю і навіть здатна запам'ятовувати клички овець та корів.